# Людина розсіяна
«Людина розсіяна» (рос. «Человек рассеяный») — радянський комедійний дитячий художній фільм 1938 року, знятий на кіностудії «Союздитфільм».

## Сюжет
На відкриття дитячої залізниці діти запрошують «людину розсіяну з вулиці Басейної» з вірша С. Маршака. І листоноша знаходить таку людину — яка саме така як і у вірші поета. Як і годиться розсіяному, людина з пригодами потрапляє на відкриття дороги.

## У ролях
- Віктор Кольцов — людина розсіяна
- Інна Стравінська — Віра Миколаївна
- Віктор Селезньов — малюк
- Микола Скворцов — чубатий
- Сергій Хандажевський — веснянкуватий
- Костянтин Немоляєв — продавець
- М. Скавронська — пасажирка трамваю
- Марія Ключарьова — мийниця

## Знімальна група
- Режисер — Микола Журавльов
- Сценарист — Ізидор Винокуров
- Оператор — Борис Козлов
- Композитор — Микола Чемберджі
- Художник — Кіра Геннінгсон